# Musse Pigg på vischan
Musse Pigg på vischan (engelska: The Plow Boy) är en amerikansk animerad kortfilm med Musse Pigg från 1929.

## Handling
Filmen utspelar sig på en bondgård. Musse Pigg försöker flirta med Mimmi Pigg, men utan någon större framgång.

## Om filmen
Filmen är den 8:e Musse Pigg-kortfilmen som producerades och den femte som lanserades år 1929.
I filmen förekommer tidiga versioner av Klarabella och Klasse som i denna film uppträder som bondgårdsdjur innan de fick sin vanliga framställning som Musses vänner i filmen Musse Pigg på midsommarvaka som utkom 1930.
Filmen hade svensk premiär den 21 januari 1931 på biografen Skandia i Stockholm som förspel till Fridolf Rhudins film Kronans kavaljerer när denne visades på bio för tusende gången.

## Rollista
- Walt Disney – Musse Pigg
- Marjorie Ralston – Mimmi Pigg[6]